# 香港國際機場旅客捷運系統

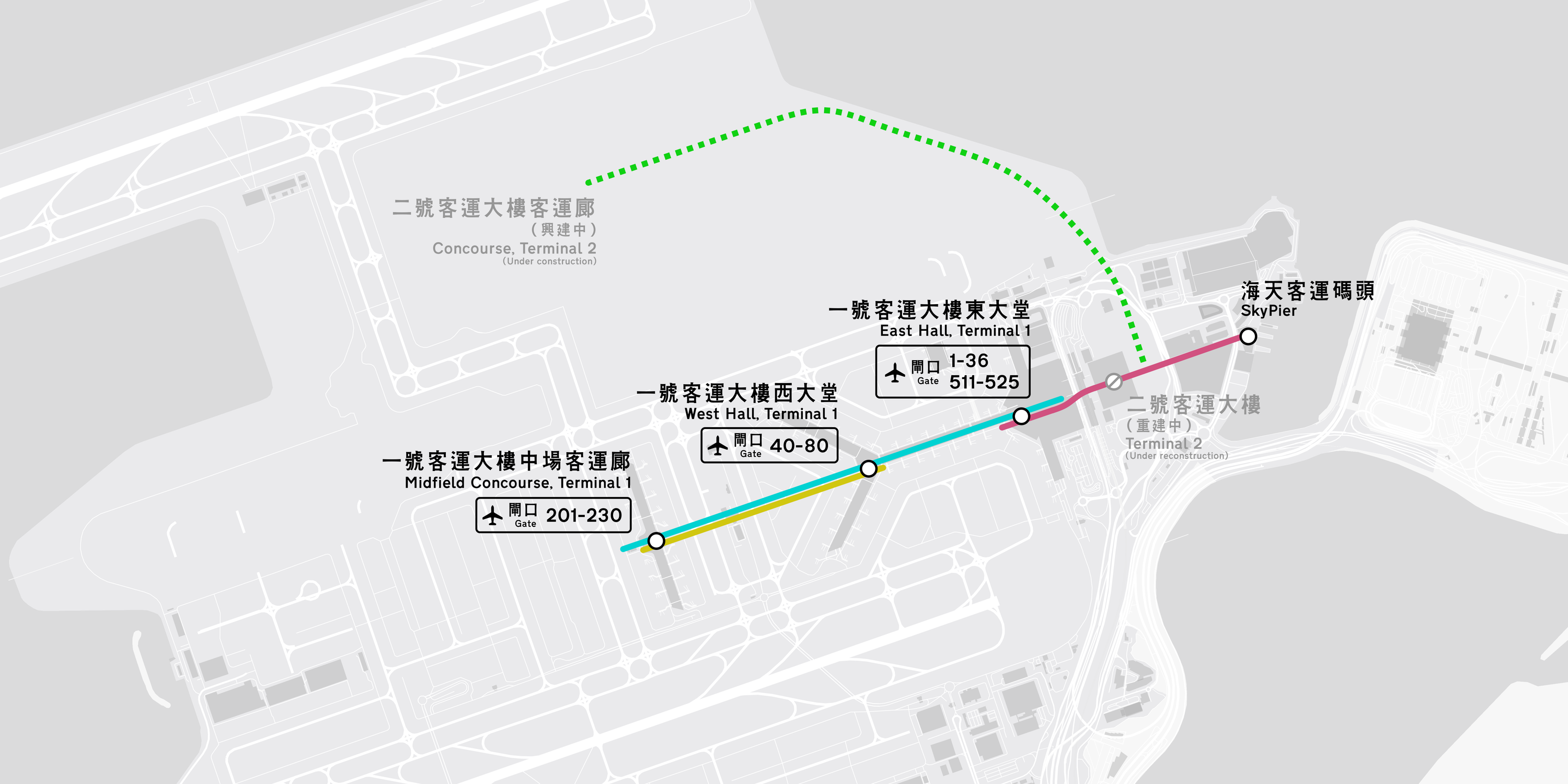
香港國際機場旅客捷運系統地圖

香港國際機場旅客捷運系統（英語：Hong Kong International Airport Automated People Mover）是香港首個無人駕駛的旅客捷運系統，於1998年7月6日與香港國際機場一併正式投入啟用服務並正式通車，是香港唯一的膠輪路軌系統及使用第三軌供電的鐵路系統。設於香港國際機場客運大樓地庫（第一層），接載乘客往返中場客運廊、一號客運大樓（東大堂、西大堂）以及海天中轉大樓。

## 路綫
2010年前有两条线路，分別接載乘客往返一號客運大樓的東大堂與西大堂以及連接一號客運大樓與二號客運大樓，提供單向由二號客運大樓往一號客運大樓東大堂的捷運服務。2010年，海天客運碼頭永久化工程正式完成，連接一號及二號客運大樓的捷運系統亦同時伸延至海天客運碼頭，令到抵達香港的旅客可以於一號客運大樓東大堂乘坐捷運前往海天客運碼頭，轉乘渡輪抵達珠三角沿岸城市。2016年，香港國際機場中場客運廊正式啟用，旅客捷運系統亦同時延伸至中場客運廊。2019年11月28日，因為二號客運大樓在下午十時停用改建，二號客運大樓線改名為海天客運碼頭線，並暫時不停經二號客運大樓。三跑道系統落成後，海天客運碼頭線會縮短至由二號客運大樓來往海天客運碼頭。2020年起受2019冠狀病毒病影響，中場客運廊暫時關閉，直至2023年10月重開。
現時系統共有三條線路：
- 一號客運大樓線，接載離港旅客由一號客運大樓東大堂經停一號客運大樓西大堂前往中場客運廊，清空車廂後接載抵港旅客由中場客運廊經停一號客運大樓西大堂前往一號客運大樓東大堂； 所有乘客於抵達終點站後必須下車
- 海天客運碼頭線，原二號客運大樓線，接載乘船抵港後離港的乘客由海天客運碼頭出發，於2019年11月28日下午十時前經停二號客運大樓搭載離港旅客前往一號客運大樓東大堂，清空車廂後接載抵港後乘船離港旅客由一號客運大樓東大堂經二號客運大樓（不停站）前往海天客運碼頭；
- 中場客運廊線，接載離港旅客往返於一號客運大樓西大堂和中場客運廊間。清空車廂後接載機場員工、需由中場客運廊折返一號客運大樓之離港旅客及於高峰時接在抵港或轉機旅客。此路線並不能來往一號客運大樓東大堂及出入境檢查站。 基於軌道所限 只會安排一部列車行駛， 每六至十分鐘一班

| 路線           | 服務綫路            | 方向 | 方向                 | 起點車站                                          | 途經車站           | 終點車站           |
| -------------- | ------------------- | ---- | -------------------- | ------------------------------------------------- | ------------------ | ------------------ |
| 一號客運大樓線 | 雙綫來回 （環迴線） | 西行 | 離港                 | 一號客運大樓東大堂                                | 一號客運大樓西大堂 | 中場客運廊         |
| 一號客運大樓線 | 雙綫來回 （環迴線） | 東行 | 抵港                 | 中場客運廊                                        | 一號客運大樓西大堂 | 一號客運大樓東大堂 |
| 海天客運碼頭線 | 單綫來回 （折返線） | 西行 | 離港或乘船抵港後離港 | 海天中轉大樓                                      | 不適用             | 一號客運大樓東大堂 |
| 海天客運碼頭線 | 單綫來回 （折返線） | 東行 | 抵港後乘船離港       | 一號客運大樓東大堂 (只限乘船離港客或機場職員上車) | 不適用             | 海天客運碼頭       |
| 中場客運廊線   | 單綫來回 （折返線） | 西行 | 離港                 | 一號客運大樓西大堂                                | 不適用             | 中場客運廊         |

## 資料
- 路段長度：

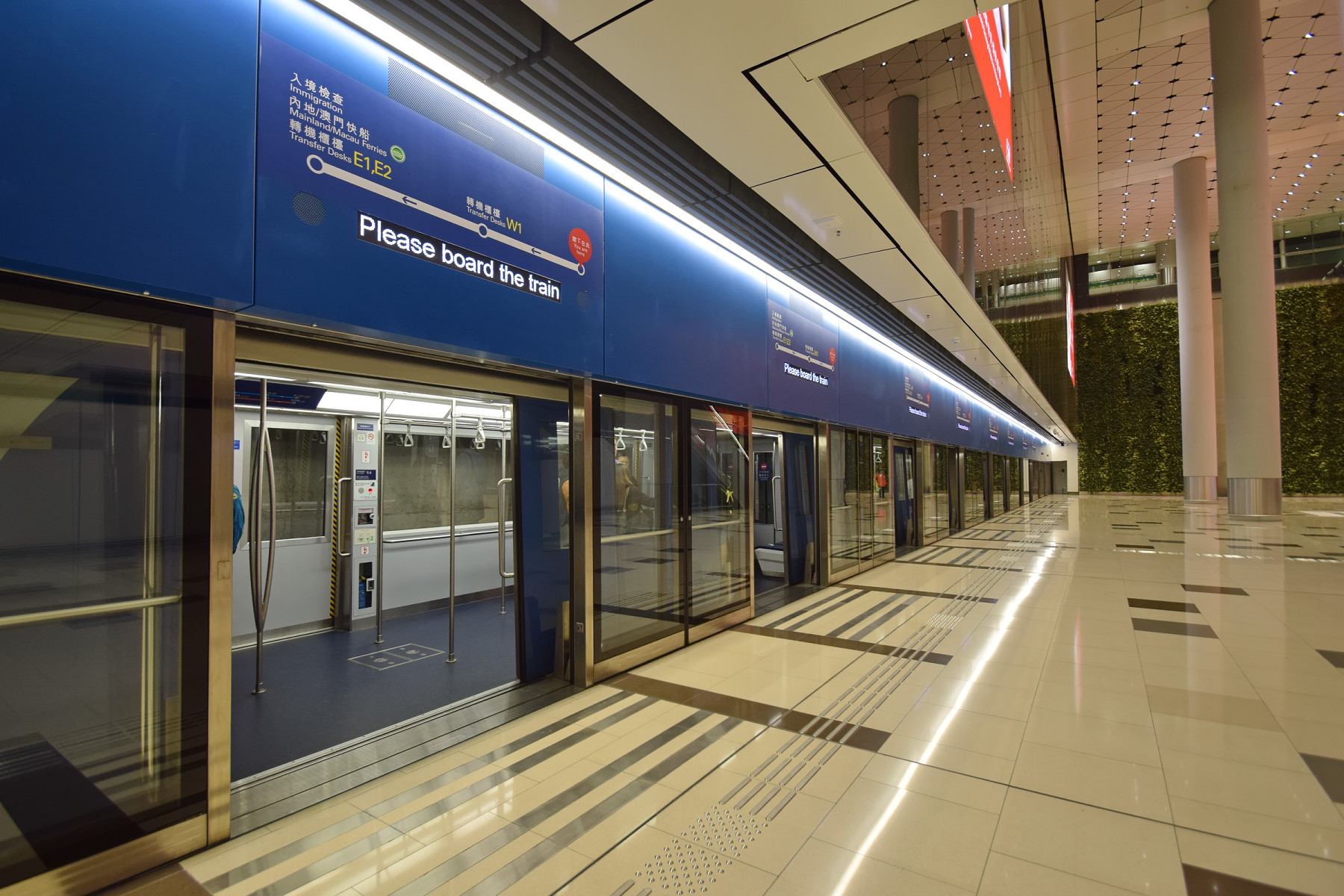
香港國際機場旅客捷運系統列車；圖為2009年引入之列車

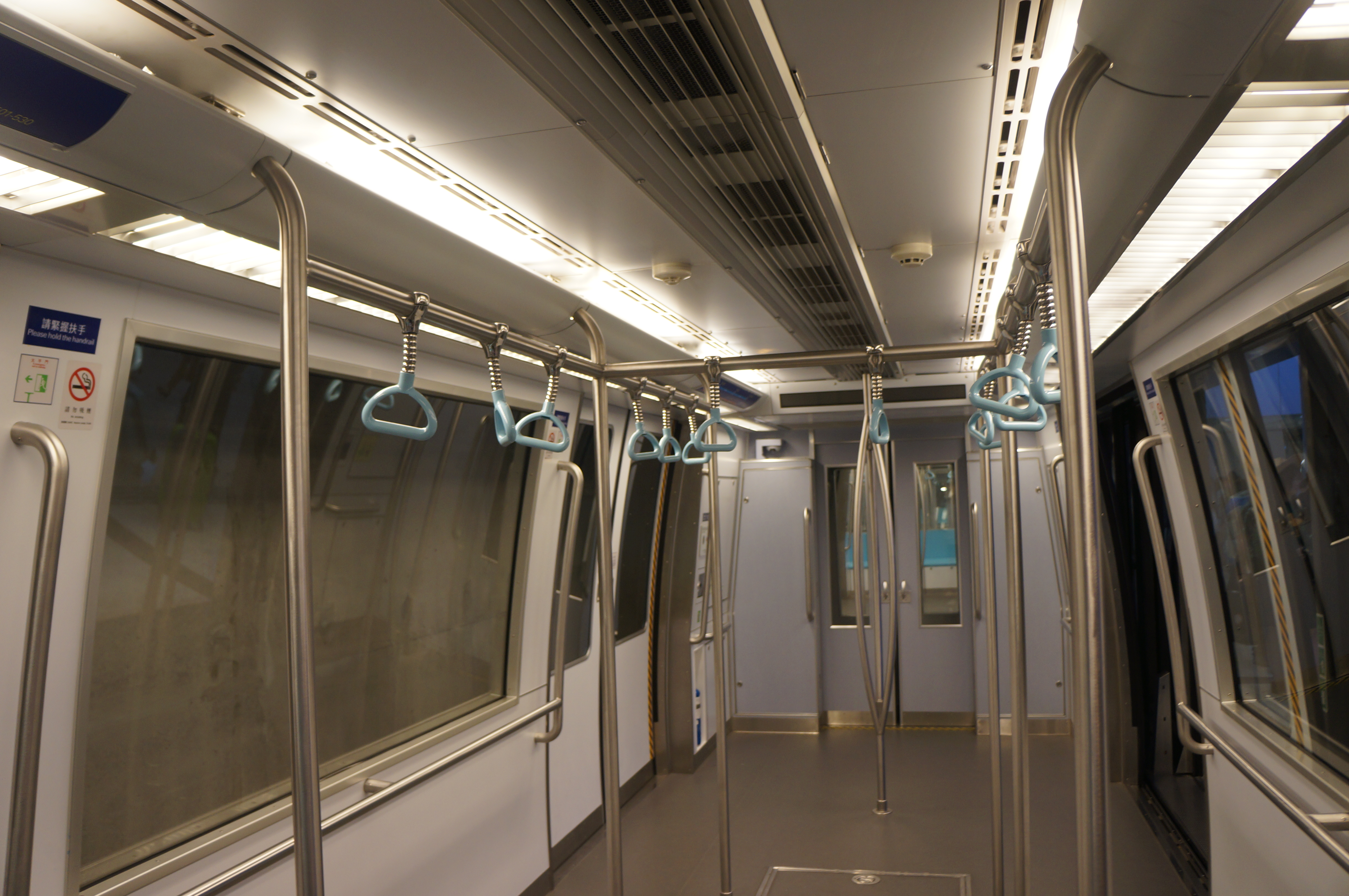
旅客捷運系統內部

  - 由一號客運大樓東大堂往一號客運大樓西大堂：750米
  - 由二號客運大樓往一號客運大樓東大堂：430米
  - 由海天中轉大樓往二號客運大樓：750米
  - 由二號客運大樓往T2客運廊：2600米
- 站數：4（未來將會增設至6個車站）
- 每列車卡數量：2/4/6卡（列車編組重聯，將視乎型號所定）
- 列車生產商：三菱重工（第一、三期（Crystal Mover）列車）[註 2]、IHI/新潟運輸系統（第二、四、五期列車）[註 3]、中車浦鎮阿爾斯通（第六、七期列車）[註 4]
- 訊號系統生產商：Hitachi Rail GTS SelTrac CBTC [註 5]（原：京三製作所訊號）[2]
- 車速上限：每小時60/80公里
- 列車容量：約152人，每卡車廂設有4-6個座位
- 服務時間：
  - 往來一號客運大樓與T1中場客運廊 - 每日早上06:00 - 凌晨01:00
  - 往來一號客運大樓與海天中轉大樓 - 每日早上06:30 - 凌晨00:00
  - 服務時間外，請改以步行至1-70閘口；如前往中場客運廊，請乘搭機場禁區內的免費接駁巴士。[註 6]
- 班次：大約每90秒一班 [註 7]

## 車站
目前整個旅客捷運系統一共設有4個車站，分別為海天中轉大樓站、一號客運大樓東大堂站，一號客運大樓西大堂站，以及中場客運廊站，均位于机场第1层。而二號客運大樓站，將會於三跑道系統落成後恢復啟用。
由於須要維持離境旅客與入境旅客完全隔離的保安原則，所以除中场客运廊线外的列車抵達終點站後，乘客必須離開車廂。月台的安排也配合旅客分隔的需要，有側式月台和島式月台两种不同的安排。由於二號客運大樓不設登機閘口，所以離境旅客從海天客運碼頭或二號客運大樓，抵達一號客運大樓的東大堂後必須下車，不能返回二號客運大樓或海天客運碼頭，月台職員也會按指示完成安檢後才能使用。準備乘飛機離境的旅客不可登上往海天客運碼頭方向的列車。往海天客運碼頭的列車，只供乘飛機抵港後，再乘坐快速客輪離境的過境旅客使用。
2011年12月，香港機場管理局正式啓動《中場範圍發展計劃》，動工興建第一中場客運廊。當中連接一號客運大樓東、西大堂的旅客捷運系統環迴線一号客运大楼线擴展至中場客運廊。另一方面，現有南隧道同時須由一號客運大樓西大堂擴展至中場範圍，以容納新設的折返線中场客运廊线。新增的折返線可讓錯誤抵達中場客運廊的旅客下車後，返回一號客運大樓。此外，來往一號客運大樓或中場客運廊的路線一旦發生故障，折返線也可作為後備用途。整個擴建系統與中場客運廊已於2015年底落成，并于2016年投入使用。

### 海天中轉大樓站
| 側式月台 抵港后乘船/巴士离港 - 電梯前往海天中轉大樓第4層（登船層）   |
| 海天中轉大樓线 ←西行始发往一號客運大樓東大堂／東行抵站列車→          |
| 側式月台 乘船/巴士抵港后离港 - 從海天中轉大樓第3層（轉機層）進入車站 |

### 二號客運大樓站（暫時停用）
|                                                 |
| 海天客運碼頭线 →东行往海天客運碼頭→（不會停站） |
| 側式月台 從二號客運大樓第3層（離港層）進入車站  |
| 海天客運碼頭线 ←西行往一號客運大樓東大堂←       |
|                                                 |

### 一號客運大樓東大堂站

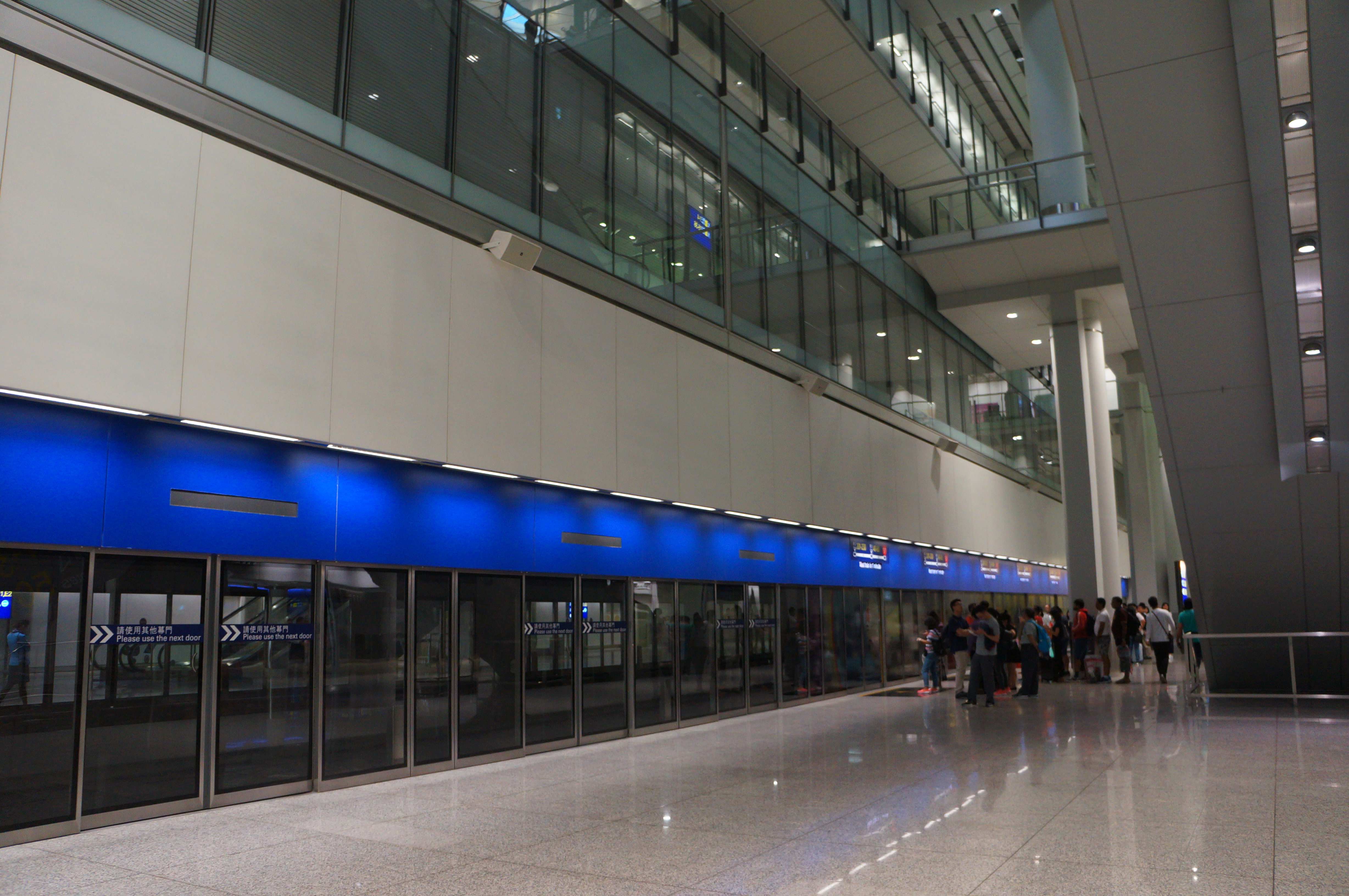
一号客运大楼东大堂站一号客运大楼线西行（离港）月台

| 側式月台 抵港 - 電梯前往入境大堂、轉機區E1／E2、海天中轉大樓中轉區                                                 |
| 一号客运大楼线 →东行抵站列車                                                                                       |
| |
| 一号客运大楼线 ←西行往一號客運大樓西大堂←                                                                          |
| 島式月台 離港 - 從東大堂離境層進入／電梯前往東大堂（1-39號閘口）／從東大堂轉機區進入（只限前往海天中轉大樓之月台） |
| 海天中轉大樓线 西行抵站列車←／东行始发往海天中轉大樓→                                                              |

### 一號客運大樓西大堂站
| 側式月台 抵港 - 從西大堂抵港層（第5層）進入車站/前往轉機區W1 |
| 一号客运大楼线 →东行往一號客運大樓东大堂→                    |
|                                                              |
| 一号客运大楼线 ←西行往中场客运廊←                            |
| 島式月台 離港 - 電梯前往西大堂離境層（第6層）                |
| 中场客运廊线 →东行抵站列車／←西行始发往中场客运廊            |

### 中場客運廊站

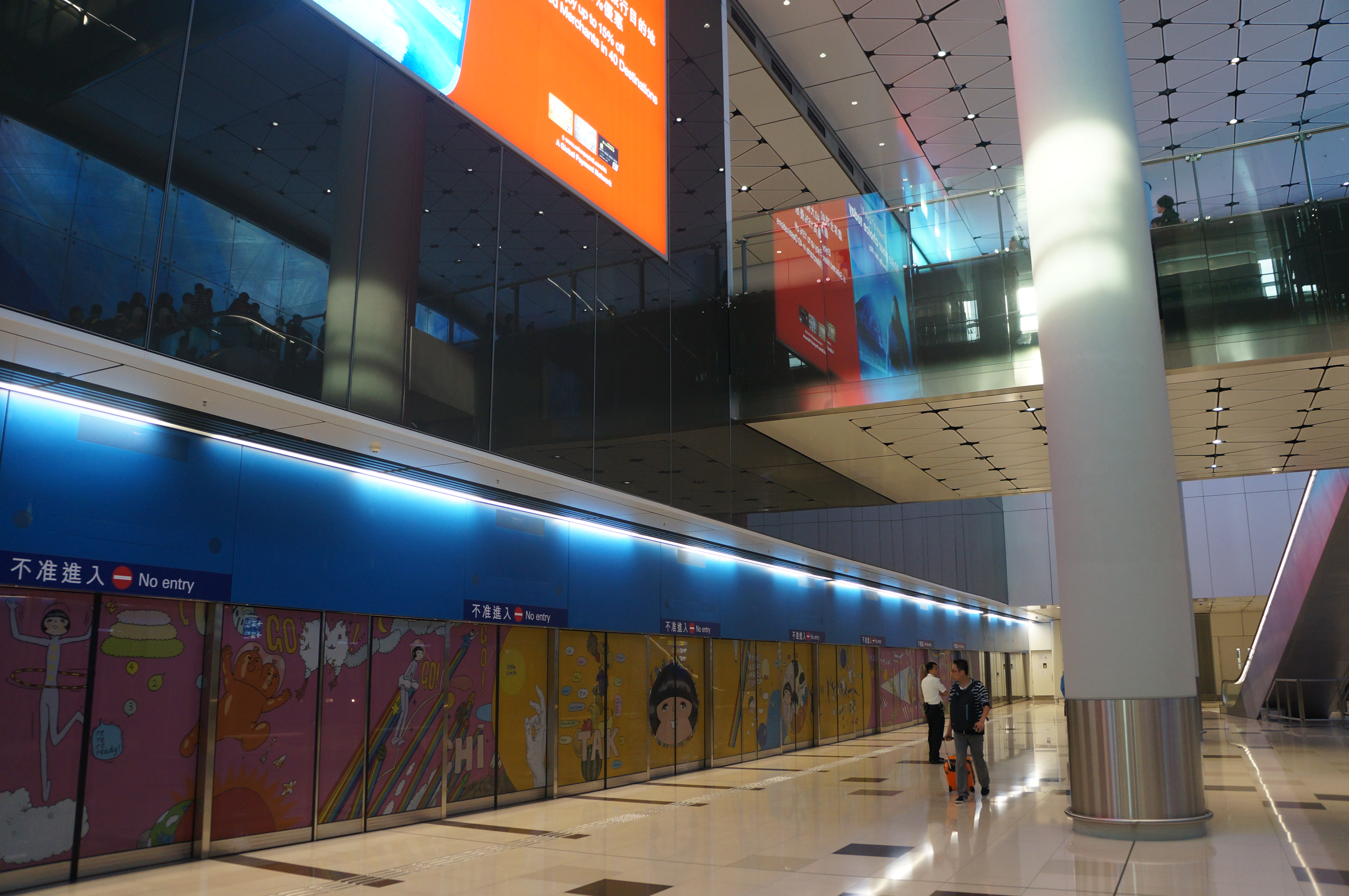
中場客運廊站月台（离港）

| 側式月台 抵港 - 從中場客運廊抵港層（第5層）進入車站      |
| 一号客运大楼线 东行始发往一號客運大樓西大堂→             |
|                                                          |
| 一号客运大楼线 西行抵站列車←                             |
| 島式月台 離港 - 電梯前往第一中場客運廊離境平台（第6層）  |
| 中场客运廊线 西行抵站列車←/东行始发往一號客運大樓西大堂→ |

## 維修
香港國際機場旅客捷運系統的維修保養車廠位於二號客運大樓的地底。捷運系統的日常運作及維護，均外判予港鐵公司（部分列車更貼有「此列車由港鐵公司運作及保養」貼紙），但是包括列車在內的相關系統的所有權，仍屬香港機場管理局。

## 事件
2011年10月18日，一名以色列旅客利用月台幕門與列車之間約20厘米的空隙走入路軌，列車停止運作4小時，事件反映機場存在保安漏洞。
2024年5月，香港機場管理局宣布，連接東、西大堂至中場客運廊的捷運系統，將於2024年7月開始會提早在晚上11時終止服務，以進行系統升級，為二號客運大樓擴建項目作準備。

## 未來發展

### 更新列車和增加車卡
2019年7月，香港機場管理局表示已斥資約二億港元購入20個日本製造的新車廂，其中八個將用作取代兩列於1998年投入服務的列車，已達壽命上限的四卡列車。其中一列四卡新車已在六月投入服務，另外一列四卡車將於十一月投入服務。另外的12個車廂將用作把來往1號客運大樓至中場客運廊路線的列車由一列4卡車廂增至6卡，以提升載客量，最快會在2020年第二季投入服務。
2024年4月10日，中國中車發出新聞稿香港國際機場三跑系統預計今年底落成，當中包括興建2.6公里旅客捷運系統，連接擴建後的二號客運大樓至T2客運廊。內地鐵路製造公司中國中車，於前一天在微信公眾號發文指，指近日已向機管局交付新的三跑捷運列車，新列車由中車浦鎮阿爾斯通運輸系統有限公司生產，與原有捷運相同，採用自動控制技術進行的全自動無人駕駛操作，又形容列車提供高頻率運行服務，「振動小，噪音低，乘坐舒適性更優」，爬坡能力佳，每小時往來方向可載4.35萬人次，綫路靈活。

### 香港國際機場2030規劃大綱擴建計劃
至於系統的遠期擴建，共有2套規劃。根據香港機場管理局於2011年發表的《香港國際機場2030規劃大綱》，香港國際機場旅客捷運系統將於2030年因為應機場擴建而有所延長，報告一共提出過兩份方案。

#### 未获采纳方案
方案為機場維持雙跑道系統：由於機場將在中場範圍興建2座I型客運廊，現時由一號客運大樓東大堂往一號客運大樓西大堂的路綫將從西大堂進一步擴展至第一及第二中場客運廊，唯此設計有機會引致列車在中場客運廊已經客滿，而一號客運大樓西大堂的旅客無法上車，造成混亂。此外，2座中場客運廊是獨立於一號客運大樓，報告亦建議興建一條折返綫為後備用途，來往一號客運大樓西大堂至第一及第二中場客運廊，以兩車卡一列的模式運行。至於車廠方面，則建議由現時位於二號客運大樓下面的地下旅客捷運系統車廠，遷往二號客運大樓東面。而旅客捷運系統車隊的最終規模，約為68個車廂，可以處理的最高年客運量為7,400萬人次。

#### 获采纳方案
方案為機場擴建為三跑道系統：由於方案1中的第二中場客運廊在方案2中將不會興建，改爲在現時北跑道和第三跑道的中央填海地帶興建第三跑道客運廊，因此現時由一號客運大樓東大堂往一號客運大樓西大堂的路綫將只從西大堂進一步擴展至第一中場客運廊，並加建列車存放區，但同樣會興建折返綫來往一號客運大樓西大堂至第一中場客運廊。原有來往一號客運大樓東大堂至二號客運大樓的獨立綫路將合併入現時由一號客運大樓東大堂往一號客運大樓西大堂的路綫。至於海天客運碼頭穿梭線亦將升級為環迴線來往二號客運大樓和海天客運碼頭，以提升旅客捷運系統的載客量。新車廠則將設於現時11 SKIES範圍下面。
至於T2客運廊將分爲東翼和西翼兩部分，同樣由旅客捷運系統連結至二號客運大樓。換言之，系統將興建由二號客運大樓直達客運廊東翼總站的路綫。同樣由於第三跑道客運廊的建築獨立於離境／入境大堂，因此計劃同樣會興建平行於新路綫的後備路綫。
直到2030年，香港國際機場旅客捷運系統的車隊將擁有110個車廂，應付1億人次的年客運量。
另一方面，在港珠澳大橋的建設中，將設置一連接綫來往大橋香港口岸及二號客運大樓，唯此路綫由香港政府路政署研究。在《香港國際機場2030規劃大綱》中未有詳細提及，最後確認擱置該項目。
此方案最終被採納為機場的擴建計劃，2030年的香港國際機場旅客捷運系統將設有下列三條主要路線及三條後備路線：
| 路線                     | 服務綫路                                  | 方向 | 方向           | 起點車站                                      | 途經車站           | 途經車站           | 終點車站           |
| ------------------------ | ----------------------------------------- | ---- | -------------- | --------------------------------------------- | ------------------ | ------------------ | ------------------ |
| 一號客運大樓線           | 雙綫來回 （環迴線）                       | 西行 | 離港           | 二號客運大樓                                  | 一號客運大樓東大堂 | 一號客運大樓西大堂 | 中場客運廊         |
| 一號客運大樓線           | 雙綫來回 （環迴線）                       | 東行 | 抵港           | 中場客運廊                                    | 一號客運大樓西大堂 | 一號客運大樓東大堂 | 二號客運大樓       |
| 二號客運大樓線           | 雙綫來回 （環迴線）及 單綫來回 （折返線） | 西行 | 離港           | 二號客運大樓                                  | 不適用             | 不適用             | T2客運廊東翼       |
| 二號客運大樓線           | 雙綫來回 （環迴線）及 單綫來回 （折返線） | 東行 | 抵港           | T2客運廊東翼                                  | 不適用             | 不適用             | 二號客運大樓       |
| 海天客運碼頭線           | 單綫來回 （折返線）                       | 西行 | 乘船抵港後離港 | 海天中轉大樓                                  | 不適用             | 不適用             | 二號客運大樓       |
| 海天客運碼頭線           | 單綫來回 （折返線）                       | 東行 | 抵港後乘船離港 | 二號客運大樓 （只限乘船離港客或機場職員上車） | 不適用             | 不適用             | 海天客運碼頭       |
| 中場客運廊線             | 單綫來回 （折返線）                       | 西行 | 西行           | 一號客運大樓西大堂                            | 不適用             | 不適用             | 中場客運廊線       |
| 中場客運廊線             | 單綫來回 （折返線）                       | 東行 | 東行           | 中場客運廊線                                  | 不適用             | 不適用             | 一號客運大樓西大堂 |
| 一號至二號客運大樓後備綫 | 單綫來回 （折返線）                       | 西行 | 西行           | 二號客運大樓                                  | 不適用             | 不適用             | 一號客運大樓東大堂 |
| 一號至二號客運大樓後備綫 | 單綫來回 （折返線）                       | 東行 | 東行           | 一號客運大樓東大堂                            | 不適用             | 不適用             | 二號客運大樓       |
| T2客運廊後備綫           | 單綫來回 （折返線）                       | 西行 | 西行           | 二號客運大樓                                  | 不適用             | 不適用             | T2客運廊東翼       |
| T2客運廊後備綫           | 單綫來回 （折返線）                       | 東行 | 東行           | T2客運廊東翼                                  | 不適用             | 不適用             | 二號客運大樓       |

一旦上述主要路線發生事故的時候，後備路線能維持有限度的旅客運輸服務，以免癱瘓機場的營運。
2019年7月，香港機場管理局表示來往二號客運大樓至第三跑道各個客運廊的新旅客捷運系統路線由加拿大龐巴迪與中國中車的聯營公司中標設計，預料於2024年伴隨三跑道系統及T2客運廊落成時啟用，屆時2號客運大樓將會成為整個系統的中轉站。

### 未來海天客運碼頭站
| 側式月台 抵港后乘船离港 - 電梯前往海天客運碼頭第4層（登船層）   |
| 海天客運碼頭线 ←西行往二號客運大樓／東行抵站列車→               |
| 側式月台 乘船抵港后离港 - 從海天客運碼頭第3層（轉機層）進入車站 |

##### 未來二號客運大樓站
| |
| T2客運廊後備线 ←西行往T2客運廊←／東行抵站列車→                                                                                      |
| 島式月台 離港 - 從二號客運大樓第2層（旅客捷運系統車站客運廊）進入車站                                                               |
| 二號客運大樓线 ←西行往T2客運廊←／東行抵站列車→                                                                                      |
| 島式月台 抵港 - 電梯前往入境大堂、轉機區、海天客運碼頭中轉區                                                                        |
| 二號客運大樓线 ←西行往T2客運廊←／東行抵站列車→                                                                                      |
| 側式月台 離港 - 從二號客運大樓第2層（旅客捷運系統車站客運廊）進入車站                                                               |
| 二號客運大樓线 第四條軌道，尚未興建                                                                                                 |
| |
| |
| 側式月台 抵港 - 電梯前往入境大堂、轉機區、海天客運碼頭中轉區                                                                        |
| 一號客運大樓线 →東行抵站列車 |
| |
| 一號客運大樓线 ←西行往一號客運大樓東大堂←                                                                                           |
| 島式月台 離港 - 從二號客運大樓第2層（旅客捷運系統車站客運廊）進入車站／乘船抵港后离港／抵港后乘船离港（只限前往海天客運碼頭之月台） |
| 海天客運碼頭綫 ←西行抵站列車／東行往海天客運碼頭→                                                                                   |
| |

##### 未來一號客運大樓東大堂站
| 側式月台 抵港 - 電梯前往入境大堂、轉機區E1／E2                   |
| 一号客运大楼线 →东行往二號客運大樓→                              |
|                                                                  |
| 一号客运大楼线 ←西行往一號客運大樓西大堂←                        |
| 島式月台 離港 - 從東大堂離境層進入／電梯前往東大堂（1-39號閘口） |
| 一號至二號客運大樓後備綫 西行抵站列車←／东行往二號客運大樓→      |

##### 未來第三跑道東客運廊站
| 側式月台 抵港 - 從第三跑道東客運廊抵港層（第5層）進入車站 |
| 二号客运大楼线 →东行往二號客運大樓→                       |
|                                                           |
| 二号客运大楼线 ←西行往第三跑道中客運廊←                   |
| 島式月台 離港 - 電梯前往第三跑道東客運廊離境平台（第6層） |
| 二号客运大楼线 →东行抵站列車→                             |

## 外部連結
- 香港國際機場旅客捷運系統 （页面存档备份，存于）（繁體中文）
- 三菱重工 - APM （页面存档备份，存于）（英文）
- 石川島播磨重工 - APM（日語）